# 妮科莱塔·基里亚科普卢
妮科莱塔·基里亚科普卢（希臘語：Νικολέτα Κυριακοπούλου，1986年3月21日—）是一名希腊撑杆跳高运动员。她在2015年在北京的世界锦标赛上跳出4.80米赢得铜牌。同一年，她成为第一位赢得国际田联钻石联赛总冠军的希腊运动员。